# Calulo
Calulo é uma cidade e comuna angolana que se localiza na província de Cuanza Sul, sendo a sede do município de Libolo.